# Lara Martorell Via
Lara Martorell Via (Palma, 1987) és una actriu mallorquina que es va donar a conèixer a la sèrie Servir y proteger, ja que va ser la primera actriu transgènere que interpretà un personatge transsexual en una sèrie espanyola.
Va començar a estudiar a Palma a l'escola de Ses Voltes i després al Teatre Sans. El fet que sofrís assetjament escolar quan era adolescent en el moment que va fer la transició, la va impulsar a deixar Mallorca «perquè sentia que aquí no hi havia res per a mi» i va continuar la seva formació a Madrid i a Londres, fins a obtenir una Diplomatura per a cinema i televisió a la Central de Cine. El 2020 debutà al cinema fent de Yoima a Pullman de Toni Bestard. A la televisió ha interpretat l'agent de policia Ángela Betanzos a Servir y Proteger (2017-2020) i Veneno a La Fany (2020). En el cas de Servir y proteger, fou la primera vegada que una actriu transsexual s'afegia al repartiment d'una sèrie diària espanyola per fer un personatge trans. Des del novembre de 2021, participa en el rodatge en la sèrie Sicília sense morts produïda per IB3, amb la col·laboració de TV3, À Punt i Filmin, basada en la novel·la de Guillem Frontera.